# تشارلي هاغينز
تشارلي هاغينز (بالإنجليزية: Charlie Huggins)‏ هو سياسي أمريكي، ولد في 27 يناير 1947 في هاي سبرنغز في الولايات المتحدة. حزبياً، نشط في الحزب الجمهوري. وقد انتخب عضو مجلس ولاية ألاسكا.